# George Edwards (economista)
George Edwards (1752 – Londra, 17 febbraio 1823) è stato un economista, medico e scrittore britannico.
È noto per aver ideato l'income tax, benché tasse simili fossero già presenti in Cina molti secoli prima. Aderì all'utopia economica del Settecento.